# Сан-Франческо-а-Ріпа
Сан-Франческо-а-Ріпа (італ. San Francesco d 'Assisi a Ripa Grande) — титулярна церква в Римі, в районі Трастевере.
Тут у 1219 році в монастирському притулку можливо жив святий Франциск Ассізький під час свого перебування в Римі. У його келії зберігаються кам'яна подушка і розп'яття святого.

## Історія

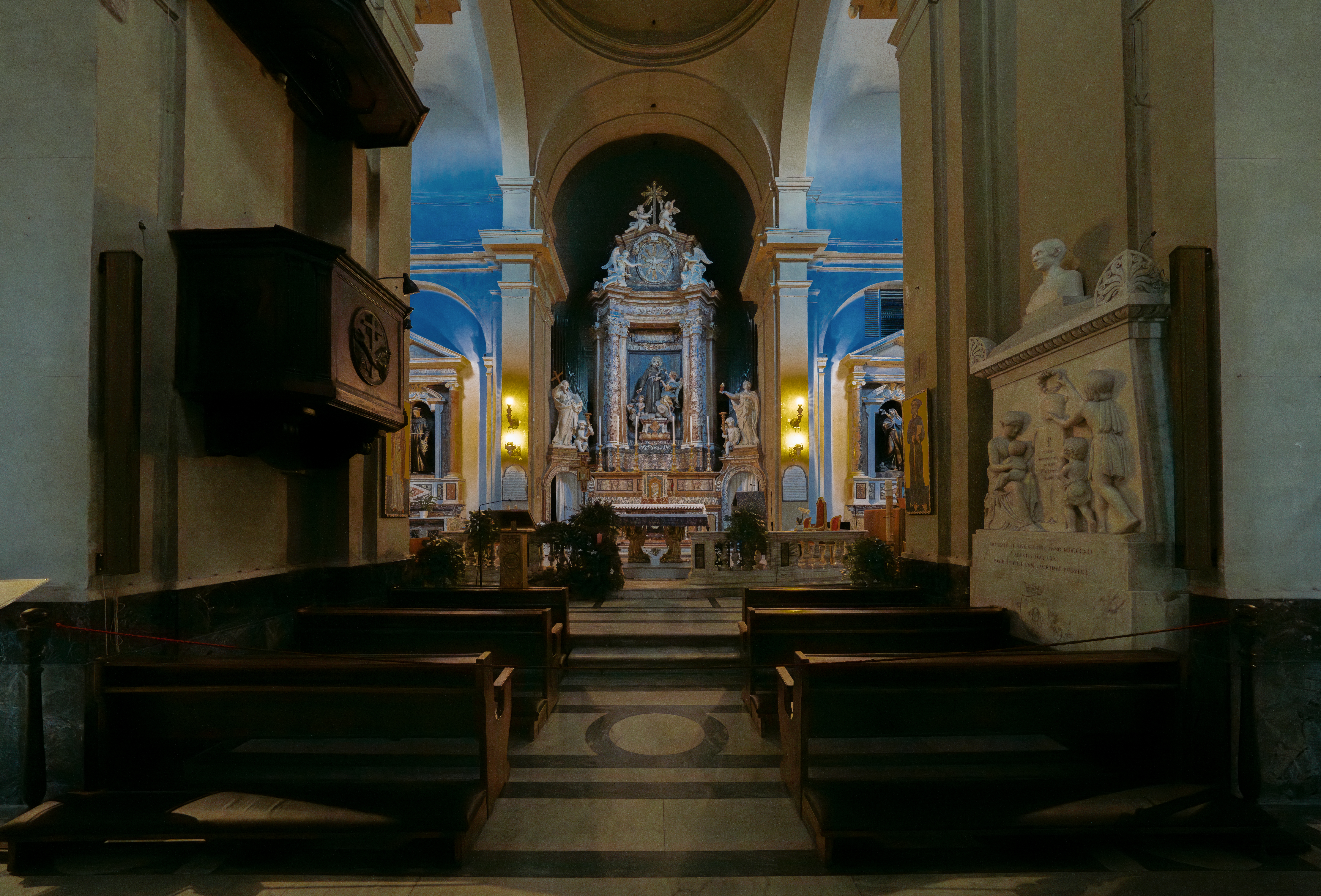
Інтер'єр

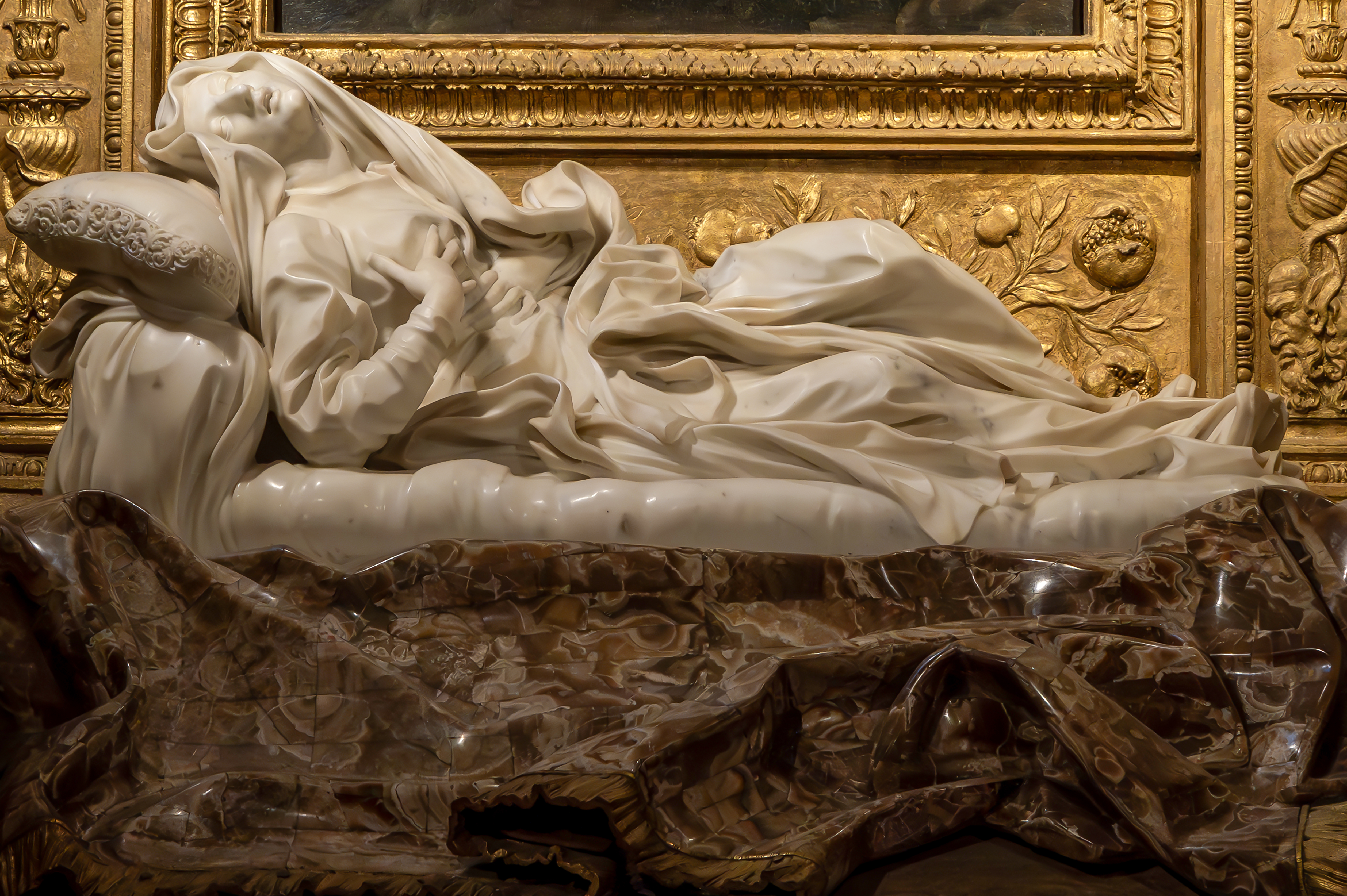
Лоренцо Берніні — «Екстаз Блаженої Людовики Альбертоні»

Будівництво трьохнавової базиліки почав в 1231 один із послідовників св. Франциска — Родольфо Ангвіллара. Портрет Родольфо в одязі францисканця можна побачити на його надгробку. П'єтро Кавалліні прикрасив церкву фресками. Церква, повністю перебудована в 1682–1689 роках Маттіа де Россі, прикрашена скульптурами XVII і XVIII століть, фрески Кавалліні не збереглися. У церкві є примітною відома робота Берніні — статуя «Екстаз Блаженної Людовики Альбертоні» (1674 рік) в капелі Палуцці-Альбертоні (варіація скульптури «Екстаз святої Терези»).

## Титулярна церква
Церква Сан Франческо а Ріпа є титулярною церквою, кардиналом-священиком з титулом церкви Сан Франческо а Ріпа з 21 лютого 1998 року є мексиканський кардинал Норберто Рівера Каррера.